# 宝日勿苏镇
宝日勿苏镇，是中华人民共和国内蒙古自治区赤峰市巴林右旗下辖的一个乡镇级行政单位。

## 行政区划
宝日勿苏镇下辖以下地区：
新井村、三座山村、吉林村、大新庙村、老房身村、太平村、银德日图村、李家园子村、会庙嘎查、宝日道布嘎查、白彦花嘎查、敖包图嘎查、宝日勿苏嘎查、洪格尔嘎查、哈如拉嘎查、苏吉嘎查、白彦萨如拉嘎查、白彦宝力格嘎查和赛音乌斯嘎查。